# Red punto a punto

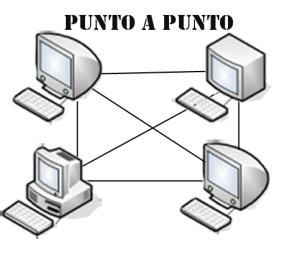

Los tipos de redes (multipunto) según tecnología:
- Redes Punto-a-Punto (Point-to-Point, PtP);
- Redes de Difusión (broadcast), difunden la información a todos en la red.

## Red Point to Point
Las redes punto a punto son aquellas que responden a un tipo de arquitectura de red en las que cada canal de datos se usa para comunicar únicamente dos computadoras, en clara oposición a las redes multipunto, en las cuales cada canal de datos se puede usar para comunicarse con diversos nodos.
En una red punto a punto, los dispositivos en red actúan como socios iguales, o pares entre sí. Como pares, cada dispositivo puede tomar el rol de emisor o la función de receptor. En un momento, el dispositivo A, por ejemplo, puede hacer una petición de un mensaje / dato del dispositivo B, y este es el que le responde enviando el mensaje / dato al dispositivo A. El dispositivo A funciona como receptor, mientras que B funciona como emisor. Un momento después los dispositivos A y B pueden revertir los roles: B, como receptor, hace una solicitud a A, y A, como emisor, responde a la solicitud de B. A y B permanecen en una relación recíproca o par entre ellos.
- Las redes punto a punto son relativamente fáciles de instalar y operar. A medida que las redes crecen, las relaciones punto a punto se vuelven más difíciles de coordinar y operar. Su eficiencia decrece rápidamente a medida que la cantidad de dispositivos en la red aumenta.
- Los enlaces que interconectan los nodos de una red punto a punto se pueden clasificar en tres tipos según el sentido de las comunicaciones que transportan:
  - Simplex: la transacción solo se efectúa en un solo sentido.
  - Half-dúplex: la transacción se realiza en ambos sentidos, pero de forma alternativa, es decir solo uno puede transmitir en un momento dado, no pudiendo transmitir los dos al mismo tiempo.
  - Full-Dúplex: la transacción se puede llevar a cabo en ambos sentidos simultáneamente. Cuando la velocidad de los enlaces Semi-dúplex y Dúplex es la misma en ambos sentidos, se dice que es un enlace simétrico, en caso contrario se dice que es un enlace asimétrico.

## Características
- Se utiliza en redes de largo alcance (WAN).
- Los algoritmos de encaminamiento suelen ser complejos, y el controlde errores se realiza en los nodos intermedios además de los extremos.
- Las estaciones reciben solo los mensajes que les entregan los nodos de la red. Estos previamente identiﬁcan a la estación receptora a partir de la dirección de destino del mensaje.
- La conexión entre los nodos se puede realizar con uno o varios sistemas de transmisión de diferente velocidad, trabajando en paralelo.
- Los retardos se deben al tránsito de los mensajes a través de los nodos intermedios.
- La conexión extremo a extremo se realiza a través de los nodos intermedios, por lo que depende de su ﬁabilidad.
- La seguridad es inherente a la propia estructura en malla de la red en la que cada nodo se conecta a dos o más nodos.
- Los costos del cableado dependen del número de enlaces entre las estaciones. Cada nodo tiene por lo menos dos interfaces.

## Ventajas de las redes punto a punto
- Fáciles de configurar.
- Menor complejidad.
- Menor costo dado que no se necesita dispositivos de red ni servidores dedicados.

## Desventajas de las redes punto a punto
- Administración no centralizada.
- No son muy seguras.
- Todos los dispositivos pueden actuar como cliente y como servidor, lo que puede ralentizar su funcionamiento.
- No son escalables
- Reducen su rendimiento